# Dissorofoïdeus
Els dissorofoïdeus (Dissorophoidea) constitueixen un clade d'amfibis temnospòndils que va aparèixer durant el Pennsylvanià i encara existeix avui en dia. Es caracteritzen per diversos detalls del crani i moltes formes semblen haver estat ben adaptades a la vida a terra ferma.
La majoria de científics creuen que tots o alguns dels grups d'amfibis vivents avui en dia pertanyen a aquest grup, o com a mínim els anurs i urodels.